# Frederick Patacchia
Frederick Patacchia Jr. (aussi connu sous le nom de Fred Patacchia ou le surnom Freddy P) est un surfeur professionnel américain né le 15 décembre 1981 sur le North Shore d'Oahu à Hawaï. Il est présent sur le circuit d'élite de la World Surf League de 2005 à 2015.

## Biographie
Il annonce mettre un terme à sa carrière le 9 septembre 2015 après sa série du 1er tour du Hurley Pro à Trestles remportée notamment grâce à une vague notée 10 sur 10.

## Palmarès et résultats

### Saison par saison
- 2002 :
  - 1er du Xcel Pro à Sunset Beach sur le North Shore d'Oahu (Hawaï)

- 2004 :
  - 1er du Xcel Pro à Sunset Beach sur le North Shore d'Oahu (Hawaï)

- 2006 :
  - 2e du Billabong Pro Tahiti à Teahupoo (Tahiti)

- 2008 :
  - 2e du Rip Curl Pro Search à Bali (Indonésie)

- 2009 :
  - 1er du 6.0 Lowers Pro à San Clemente (États-Unis)

- 2012 :
  - 3e du Reef Hawaiian Pro à Haleiwa sur le North Shore d'Oahu (Hawaï)

- 2013 :
  - 2e du Reef Hawaiian Pro à Haleiwa sur le North Shore d'Oahu (Hawaï)

- 2014 :
  - 2e du HIC Pro Sunset à Sunset Beach sur le North Shore d'Oahu (Hawaï)

### Classements
| Année             | 2005 | 2006 | 2007 | 2008 | 2009 | 2010 | 2011 | 2012 | 2013 | 2014 | 2015 |
| ----------------- | ---- | ---- | ---- | ---- | ---- | ---- | ---- | ---- | ---- | ---- | ---- |
| Qualifying Series |      |      |      |      |      |      | 34e  | 30e  | 15e  | 46e  | 77e  |
| Championship Tour | 14e  | 17e  | 23e  | 12e  | 15e  | 19e  | 24e  | 30e  | 19e  | 21e  | 32e  |